# Continental Wrestling Association
Continental Wrestling Association - нині не діюча федерація професійного реслінґу, яку у 1977 році заснував Джеррі Джарретт. Головні штаб-квартири - місто Мемфіс, штат Теннессі, США та Нашвілл, штат Теннессі. CWA перебувала у складі National Wrestling Alliance до 1986 року. З American Wrestling Association була пов'язана до 1989-о. У тому ж 1989-у році CWA була об'єднана з World Class Wrestling Association, після чого утворилася United States Wrestling Association.